# Rob Lee
Robert Martin "Rob" Lee (født 1. februar 1966 i West Ham, London) er en engelsk tidligere fodboldspiller, der i hovedparten af sin karriere spillede for Charlton Athletic og Newcastle United. Derudover spillede han også for Derby County, West Ham United, Oldham Athletic og Wycombe Wanderers.
Han spillede i hans karriere 21 kampe for England. Han deltog desuden ved VM i fodbold 1998.